# Gomphus
Pour un genre d'insectes odonates, voir Gomphus (insecte).
Genre
Gomphus est un genre de champignons basidiomycètes de la famille des Gomphaceae, de morphologie cantharelloïde. Le genre a une large distribution dans les régions tempérées et contient actuellement une dizaine d'espèces. Autrefois présumés liés aux chanterelles, l'étude moléculaire a montré qu'ils sont alliés avec la famille des Phallaceae et Clavariadelphus. Le genre est polyphylétique.[réf. souhaitée] L'espèce type du genre est Gomphus clavatus.
Il existe plusieurs espèces non décrites dans les forêts à Nothofagus cunninghamii en Tasmanie.
Les grandes spores ornées de ces espèces ressemblent à celles des genres Ramaria et Beenakia.
Le nom générique est dérivé du grec « γομφος » gomphos qui signifie « piquet » ou « grande forme de clou ».

## Les espèces du genreGomphus
Selon BioLib (15 janvier 2025) :
- Gomphus africanus R.H. Petersen
- Gomphus brunneus (Heinem.) Corner
- Gomphus clavatus (Pers.) Gray

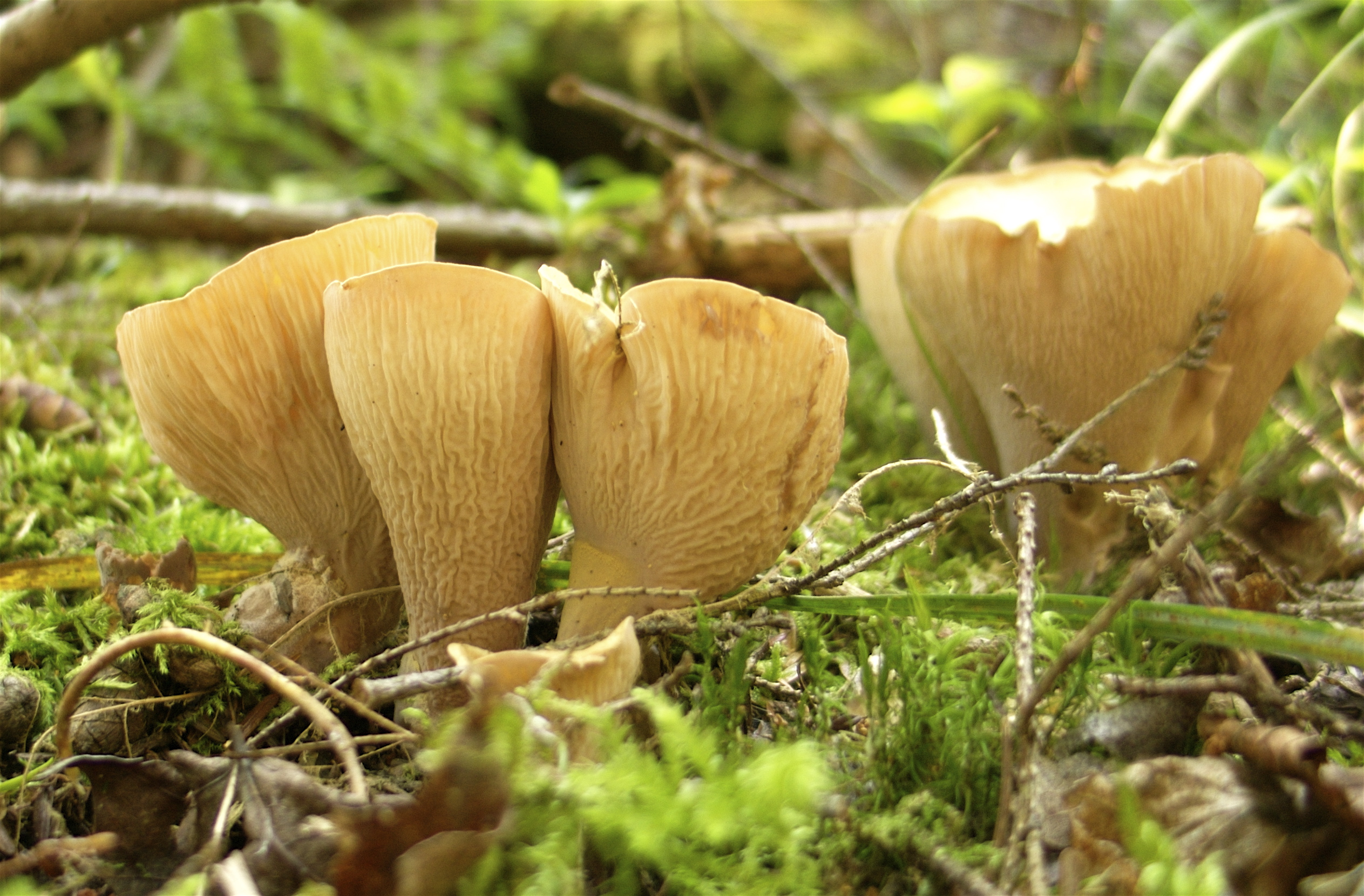
Gomphus clavatus

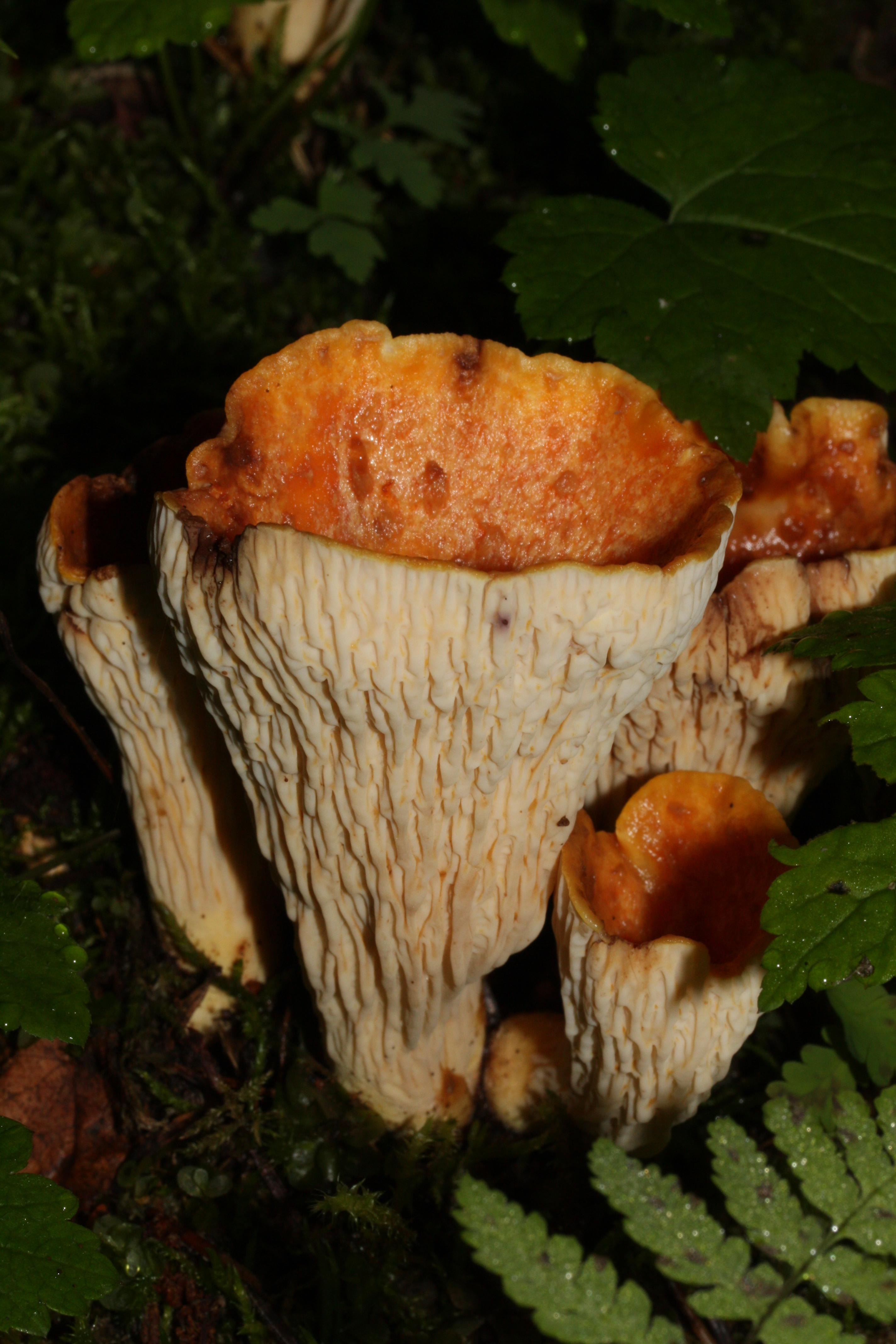
Gomphus floccosus

- Gomphus crassipes (L.M. Dufour) Maire
- Gomphus dingleyae Segedin
- Gomphus floccosus (Schwein.) Singer
- Gomphus mamorensis Singer
- Gomphus novae-zelandiae Segedin
- Gomphus szechwanensis R.H. Petersen
- Gomphus viridis (Pat.) Singer

Selon Index Fungorum (11 octobre 2013) :
- Gomphus africanus R.H. Petersen 1976
- Gomphus albidocarneus Villegas 2010
- Gomphus astroites (Scop.) Pers. 1825
- Gomphus bonarii (Morse) Singer 1945
- Gomphus brasiliensis Corner 1970
- Gomphus brunneus (Heinem.) Corner 1966
- Gomphus calakmulensis Villegas & Cifuentes 2010
- Gomphus cavipes Corner 1970
- Gomphus clavatus (Pers.) Gray 1821
- Gomphus columellus (Scop.) Pers. 1825
- Gomphus conicus Pers. 1825
- Gomphus crassipes (L.M. Dufour) Maire 1937
- Gomphus floccosus (Schwein.) Singer 1945
- Gomphus glutinosus (Pat.) R.H. Petersen 1972
- Gomphus kauffmanii (A.H. Sm.) Corner 1966
- Gomphus megasporus Corner 1970
- Gomphus ochraceus (Pat.) Singer 1945
- Gomphus orientalis R.H. Petersen & M. Zang 1996
- Gomphus pezizoides Pers. 1825
- Gomphus pleurobrunnescens Villegas & A. Kong 2010
- Gomphus purpuraceus (Iwade) K. Yokoy. 1989
- Gomphus szechwanensis R.H. Petersen 1972
- Gomphus thiersii R.H. Petersen 1971
- Gomphus viridis (Pat.) Singer 1945
- Gomphus yunnanensis R.H. Petersen & M. Zang 1996